# توم كريستيانسن
توم كريستيانسن (بالنرويجية: Tom Kristiansen)‏ (و. 1956  م) هو متزلج قفز نرويجي، ولد في أوسلو.

## روابط خارجية
- توم كريستيانسن على موقع الاتحاد الدولي للتزلج (القفز التزلجي) (الإنجليزية)